# 이민규 (1996년)
이민규(1996년 2월 9일 ~ )은 대한민국의 축구 선수로, 포지션은 윙어이다. 현 K리그2 김포 FC에서 활약하고 있다.

## 클럽 경력
2019년 이민규는 용인대학교 축구부를 졸업하고, K리그2 서울 이랜드 FC와 계약을 맺었다. 3월 17일 대전 시티즌과의 원정 경기에서 후반 종료 직전 교체 투입되면서, 프로 데뷔 무대를 기록하게 되었다.
2021시즌을 앞두고 김포 FC에 입단했다.